# Reichskreditkassenschein
Wenige Wochen nach Beginn des Zweiten Weltkriegs wurden Reichskreditkassenscheine eingeführt, die anstelle von Bargeld an Dienststellen der Besatzungsbehörden und teilweise auch an die Soldaten der Wehrmacht in Polen und später in weiteren besetzten Ländern ausgegeben wurden. Damit sollte die Reichsmark innerhalb des Deutschen Reiches verbleiben und eine schleichende inflationäre Entwicklung im eigenen Lande verhindert werden.

## Verwendung

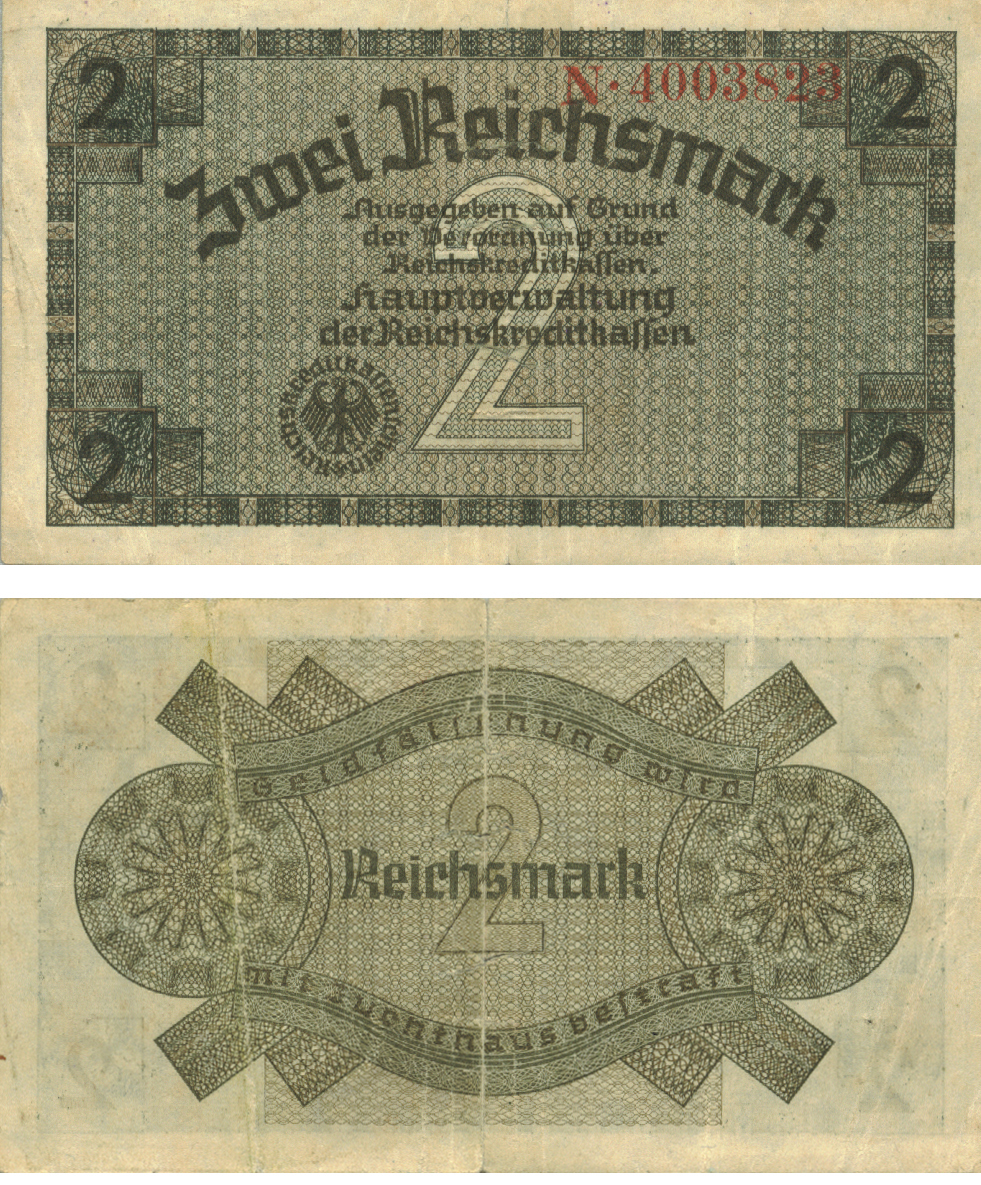
Reichskreditkassenschein im Wert von 2 Reichsmark

Die Scheine sahen wie Papiergeld aus und waren in Werten von 0,50 RM bis 50,00 RM gestückelt; zeitweilig gab es auch Reichskreditkassenmünzen. Die Reichskreditkassenscheine durften in Deutschland selbst nicht benutzt werden.
In Erwartung eines bevorstehenden Krieges hatte die Reichsbank vorsorglich geringwertige Reichskreditkassenscheine drucken und einlagern lassen. Diese sollten notfalls deutsche Scheidemünzen ersetzen, die dann eingezogen und kriegswirtschaftlich verwertet werden konnten. Um die Wehrmacht nach dem Einmarsch in Polen rasch mit Barmitteln auszustatten, entschloss man sich in einer „Augenblickslösung“, Reichskreditkassenscheine zum 23. September 1939 als ein vorläufiges gesetzliches Zahlungsmittel im deutsch-besetzten Teil Polens (ohne Oberschlesien) einzuführen. Bis Ende 1939 waren 37 Millionen Reichsmark in Form von Kreditkassenscheinen im Umlauf.
Später, durch ein Dekret vom 3. Mai 1940, wurden die Reichskreditkassenscheine auch für Norwegen, Belgien, Frankreich, Luxemburg und die Niederlande als gültiges Zahlungsmittel erklärt.
Wenn nach dem deutschen Einmarsch Pferde und Lastwagen, Treibstofflager oder Lebensmittelvorräte requiriert wurden, konnte der Eigentümer mit Reichskreditkassenscheinen befriedigt werden. Er konnte diese unverzüglich bei allen Geldinstituten in einheimische Währung eintauschen, die sich ihrerseits von der Notenbank auszahlen ließen. Emil Puhl, seinerzeit Vizepräsident der Reichsbank, sprach daher von einem „in Geldform gekleideten Requisitionsschein“. Die Banken erhielten von der Notenbank nicht etwa Reichsmark, sondern ebenfalls Landeswährung in einem von der deutschen Finanzverwaltung festgelegten Satz, der die Reichsmark enorm aufwertete.
In manchen Fällen lief die Bezahlung durch Reichskreditkassenscheine schon mit einem Abkommen über einen Waffenstillstand aus. Anders jedoch etwa in Frankreich, wo die RKK-Scheine erst im Dezember 1943 eingezogen wurden. In Belgien beantragte Hermann Voss noch im Juli 1943 ein Sonderkonto bei der Reichskreditkasse Brüssel in Höhe von 250.000 RM, das zum Erwerb von Kunstwerken für das geplante „Führermuseum“ in Linz bestimmt war.
Die Reichskreditkassenscheine, die als Zahlungsmittel der Wehrmacht und anderer Verbände eingesetzt wurden, trugen als Geldmittel maßgeblich zur Aufrechterhaltung der jeweiligen Geldwirtschaft bei und dienten zugleich der maximalen Ausnutzung der Wirtschaftskraft des besetzten Gebietes. Die Kaufkraft der nur im Ausland kursfähigen Scheine wurde flexibel je nach Gebiet angepasst und bot die schnellstmögliche Lösung der Kopplung mit den Besatzungskosten.
Abgelöst wurden die RKK-Scheine von „Verrechnungsscheinen der Wehrmacht“, die von der „Hauptverwaltung der Reichskreditkassen“ herausgegeben wurden und demselben Zweck dienten.

## Deutungen
Götz Aly stellt am Beispiel Frankreichs heraus, dass die Notenbank keinen korrekten Gegenwert erhielt; sie musste Geld drucken lassen, um die Reichskreditkassenscheine gezwungenermaßen aufkaufen zu können. Es handele sich um die „monetäre Ausplünderung der besetzten Länder“ und eine „von Deutschland bewusst exportierte Kriegsinflation.“
Nils Werber stellt dar, dass neben den besetzten Staaten auch die Verbündeten gezwungen waren, mit ihrem Handelsbilanzüberschuss den deutschen Krieg zu kreditieren.